# Wesley Lopes Beltrame
Wesley Lopes Beltrame (Catanduva, 24 giugno 1987) è un ex calciatore brasiliano, di ruolo centrocampista.

## Carriera
Cresciuto nelle giovanili del Santos, ha esordito con la prima squadra nel 2007.
Nel 2009 è stato ceduto in prestito al Clube Atlético Paranaense fino al termine della stagione .
Nel 2010 è tornato al Santos ed ha vinto il Campeonato Paulista e la Copa do Brasil.
Nello stesso anno è stato acquistato dal Werder Brema. Ha esordito in Bundesliga l'11 settembre contro il Bayern Monaco.
Il 14 settembre 2010 ha esordito in Champions League contro il Tottenham (partita finita 2-2). Il 23 ottobre ha segnato il primo gol con la maglia del Werder in campionato contro il Borussia Mönchengladbach.

## Palmarès

### Club

#### Competizioni statali
- Campionato paulista: 4

Santos: 2007, 2010, 2011, 2012
- Campionato Paranaense: 1

Atlético-PR: 2009

#### Competizioni nazionali
- Coppa del Brasile: 2

Santos: 2010
Palmeiras: 2015
- Campeonato Brasileiro Série B: 1

Palmeiras: 2013

#### Competizioni internazionali
- Coppa Libertadores: 1

Santos: 2011
- Recopa Sudamericana: 1

Santos: 2012